# Hans Pfitzner
Hans Erich Pfitzner (* 5. Mai 1869 in Moskau; † 22. Mai 1949 in Salzburg) war ein deutscher Komponist, Dirigent und Autor theoretischer und politischer Schriften, oft mit dezidiert antisemitischer Zielrichtung.

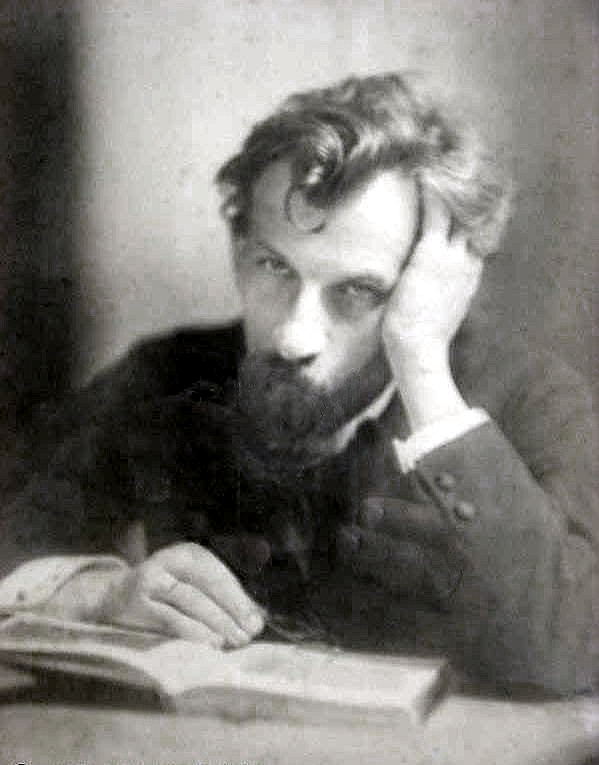
Hans Pfitzner, Foto von Wanda von Debschitz-Kunowski, 1910

## Leben

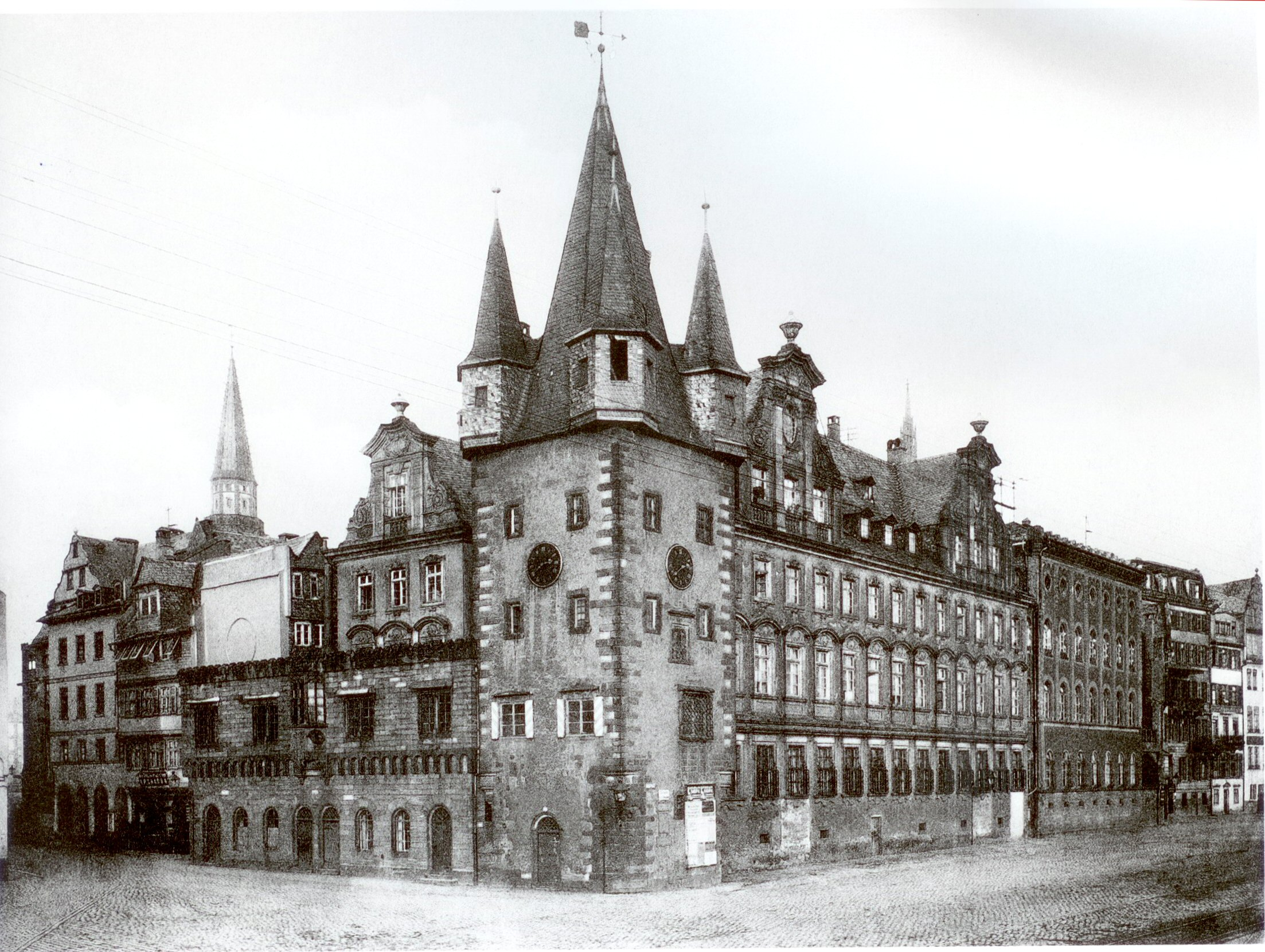
Saalhof um 1900, Domizil des Hoch’schen Konservatoriums von 1878 bis 1888

Hans Pfitzner wurde als Sohn des am Leipziger Konservatorium ausgebildeten Orchester-Violinisten und Musikdirektors Robert Pfitzner (1825–1904) und dessen Ehefrau Wilhelmine Pfitzner, geb. Reimer (1841–1924), geboren. Seine Eltern siedelten mit ihm 1872 nach Frankfurt am Main um. Pfitzner erhielt von seinem Vater ersten Musikunterricht. Im Alter von elf Jahren komponierte er 1880 seine ersten Werke, und 1884 entstanden die ersten überlieferten Lieder.
Von 1886 bis 1890 studierte Pfitzner am Frankfurter Hoch’schen Konservatorium Komposition bei Iwan Knorr und Klavier bei James Kwast. Zu dieser Zeit wurde er Mitglied der Sängerschaft St. Pauli, die zur Deutschen Sängerschaft gehörte. Er unterrichtete von 1892 bis 1893 Theorie und Klavier am Koblenzer Konservatorium. 1894 nahm er einen Posten als unbezahlter Kapellmeister am Stadttheater in Mainz an. 1895 wurden dort die ersten größeren Werke Pfitzners uraufgeführt, die Oper Der arme Heinrich und die Schauspielmusik zu Das Fest auf Solhaug von Henrik Ibsen.
1897 zog Pfitzner nach Berlin um und wurde Lehrer für Komposition und Dirigieren am Stern’schen Konservatorium. 1899 heirateten Hans Pfitzner und Mimi Kwast, eine Tochter seines ehemaligen Klavierlehrers. Der Ehe entstammten die Söhne Paul (1903–1936) und Peter (1906–1944) und die Tochter Agnes (1908–1939). Das 1911 geborene vierte Kind Johannes starb gleich nach der Geburt.

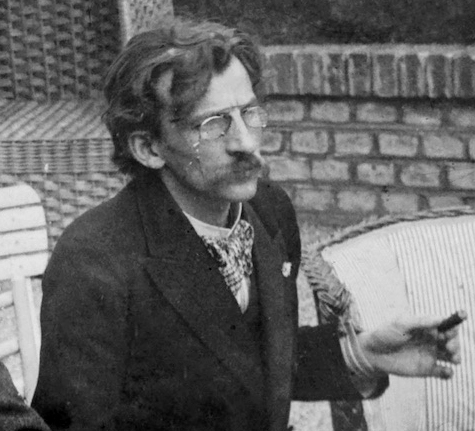
Hans Pfitzner, 1905

Die Uraufführung von Pfitzners zweiter Oper Die Rose vom Liebesgarten fand 1901 im Stadttheater am Brausenwerth (heute zu Wuppertal) statt. An der Wiener Hofoper wurde die Oper 1905 unter der Leitung von Gustav Mahler nachgespielt.
1903 wurde Pfitzner erster Kapellmeister am Berliner Theater des Westens. Von 1907 bis 1908 war er Dirigent des Kaim-Orchesters in München. 1908 zog die Familie nach Straßburg. Pfitzner leitete dort das Städtische Konservatorium und die Sinfoniekonzerte der Straßburger Philharmoniker. Gleichsam als Regisseur wirkte er an der Straßburger Oper, deren musikalische Leitung er 1910 übernommen hatte. 1913 erfolgte seine Ernennung zum Professor.
Im Ersten Weltkrieg meldete sich Pfitzner 1915 freiwillig zum Militär, wurde aber zurückgestellt.
1917 wurde im Münchner Prinzregententheater unter Bruno Walter die „Musikalische Legende“ Palestrina uraufgeführt, die als Pfitzners bedeutendstes Werk gilt. Im Mittelpunkt des vielschichtigen Dramas um Giovanni Pierluigi da Palestrina steht das in die Renaissancezeit übertragene Spannungsverhältnis zwischen der Autonomie des Kunstwerks und Künstlers einerseits und den Forderungen der Gesellschaft andererseits.
Nach der Rückgabe von Elsass-Lothringen an Frankreich zog Pfitzner 1919 nach Unterschondorf am Ammersee. 1919/1920 war er vorübergehend Dirigent der Münchner Philharmoniker. 1920 wurde er Leiter einer Meisterklasse für Komposition an der Preußischen Akademie der Künste. 1921 komponierte er seine romantische Kantate Von deutscher Seele nach Gedichten von Joseph von Eichendorff, 1922 das Klavierkonzert Es-Dur.
Nachdem er sich 1923 einer Gallenoperation hatte unterziehen müssen, besuchte ihn Adolf Hitler im Krankenhaus. Im selben Jahr komponierte er das Violinkonzert h-Moll op. 34, das er der Geigerin Alma Moodie widmete, 1925 das Streichquartett cis-Moll. 1926 starb seine Frau Mimi.
Die Feiern und Ehrungen zu seinem 60. Geburtstag 1929 brachten Pfitzner noch einmal große öffentliche Anerkennung. Im selben Jahr erhielt er einen Lehrauftrag an der Staatlichen Akademie der Tonkunst in München und verlegte seinen Wohnsitz nach München. 1930 komponierte er die Chorfantasie Das dunkle Reich, eine Trauermusik nach Gedichten von Michelangelo, Goethe, Conrad Ferdinand Meyer und Richard Dehmel. 1930/1931 schrieb er seine letzte Oper Das Herz. 1932 arbeitete er das Streichquartett cis-Moll (1925) zur Sinfonie um. 1934 wurde er an der Staatlichen Akademie der Tonkunst pensioniert, wobei es aufgrund seiner überzogenen Alterssicherungsforderungen zu Auseinandersetzungen mit dem preußischen Ministerpräsidenten Hermann Göring kam. 1936 starb sein Sohn Paul. Im folgenden Jahr überwarf sich Pfitzner mit seinen Kindern Peter und Agnes.
1939 waren die Feiern und Ehrungen zu Pfitzners 70. Geburtstag weit weniger spektakulär als zehn Jahre zuvor. Seine depressive Tochter Agnes, die an dem Ende ihrer Beziehung zu einem SS-Offizier litt und das Gefühl hatte, als Assistenzärztin zu versagen, nahm sich zwei Wochen nach den Feierlichkeiten mit Zyankali das Leben. Pfitzner reagierte verständnislos. Der Verlust seiner Tochter und die Entfremdung von seinem Sohn Peter dürfte den zunehmend unleidlichen Charakter Pfitzners erheblich mitgeprägt haben. Im Dezember 1939 ging Pfitzner eine zweite Ehe mit Mali Stoll geb. Soherr (1893–1963) ein. 1942 entgingen Pfitzner und seine Frau bei einem Bombenangriff in der Nähe von Nürnberg dem Tod, obwohl der Schlafwagen, in dem sie sich auf einer Fahrt befanden, völlig zerstört wurde. 1943 wurde sein Wohnhaus in München durch Bomben getroffen und er siedelte nach Wien-Rodaun über. 1944 fiel sein zweiter Sohn Peter in Russland. Damit hatte der Komponist alle seine Kinder verloren.

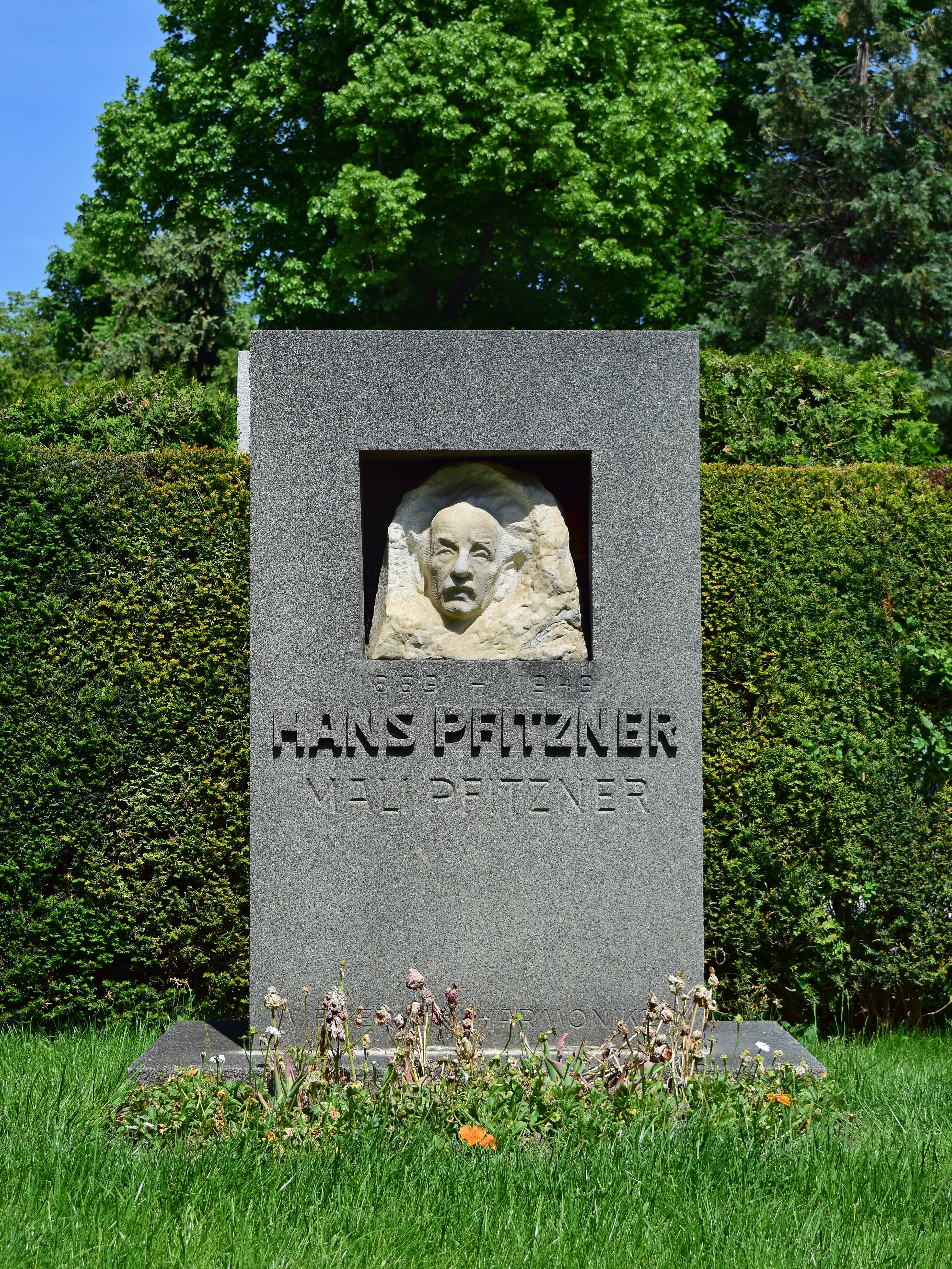
Ehrengrab von Hans Pfitzner am Wiener Zentralfriedhof

Pfitzner floh 1945 nach Garmisch-Partenkirchen, wo er in einer Flüchtlingsunterkunft unterkam. Im Jahr darauf zog er in ein Altersheim in München-Ramersdorf. 1948 wurde er im Rahmen der Entnazifizierung von der Spruchkammer München als „vom Gesetz nicht betroffen“ eingestuft. Zu dieser Untersuchung waren unter anderem Ehrenerklärungen von den Komponisten und Dirigenten Walter Braunfels, Hans Franke, Hans Knappertsbusch, Hans Rosbaud, Arnold Schönberg und Bruno Walter eingegangen, ebenso von Alma Mahler-Werfel und Carl Zuckmayer.
Im Oktober 1948 erlitt Pfitzner einen Schlaganfall, von dem er sich noch einmal erholte. Im Februar 1949 nahm er in Wien an den Proben und der ersten Nachkriegs-Aufführung des Palestrina teil. Die Wiener Philharmoniker boten ihm eine Wohnung im Kustodenstöckl im Belvedere an, wo Anton Bruckner sein letztes Lebensjahr verbracht hatte. Pfitzner war nicht abgeneigt, sich wieder in Wien niederzulassen, aber dazu kam es nicht mehr. Auf dem Weg zu Feiern anlässlich seines 80. Geburtstags in seiner Heimatstadt Frankfurt erlitt er in Salzburg seinen zweiten Schlaganfall. An seinem Geburtstag am 5. Mai erlebte er noch eine Aufführung seiner C-Dur-Sinfonie im Mozarteum. Am 22. Mai starb er in Salzburg. Drei Tage später fand eine Trauerfeier im Mozarteum statt. Obwohl er in seinem Testament den Wunsch festgehalten hatte, auf dem Friedhof von Schondorf neben seiner ersten Frau Mimi bestattet zu werden, veranlassten die Wiener Philharmoniker seine Beisetzung in einem Ehrengrab auf dem Wiener Zentralfriedhof (Gruppe 14 C, Nummer 16).

## Musikalisches Werk und Rezeption
Pfitzners Werk vereint romantische und spätromantische Elemente mit ausgedehnter thematischer Arbeit, stimmungsstarker Musikdramatik und kammermusikalischer Intimität. Sie stellt einen eigenartigen Ausläufer der klassisch-romantischen Tradition dar, deren konservative Musikästhetik und Allgemeingültigkeit Pfitzner auch in seinen Schriften gegen zeitgenössische Richtungen vehement verteidigte. Die Werke des inspirationsgläubigen Spät-, ja Postromantikers zeigen große kompositorische Qualitäten und stehen mit manchen grüblerischen Sperrigkeiten einer modernen Tonsprache vielleicht sogar noch näher als von ihrem Schöpfer, nach seinen musikästhetischen Äußerungen zu urteilen, beabsichtigt. Arthur Honegger schrieb zum Beispiel 1955 in seinem Aufsatz über Pfitzners Palestrina, trotz mancher Kritik an einem allzu polyphonen und bewegten Orchestersatz und teilweise überlangen Proportionen: „Musikalisch ist das Werk mit einer Überlegenheit gestaltet, die Respekt erheischt. […] Die Leitmotive sind klar geformt und ermöglichen es, ihnen leicht zu folgen […]“

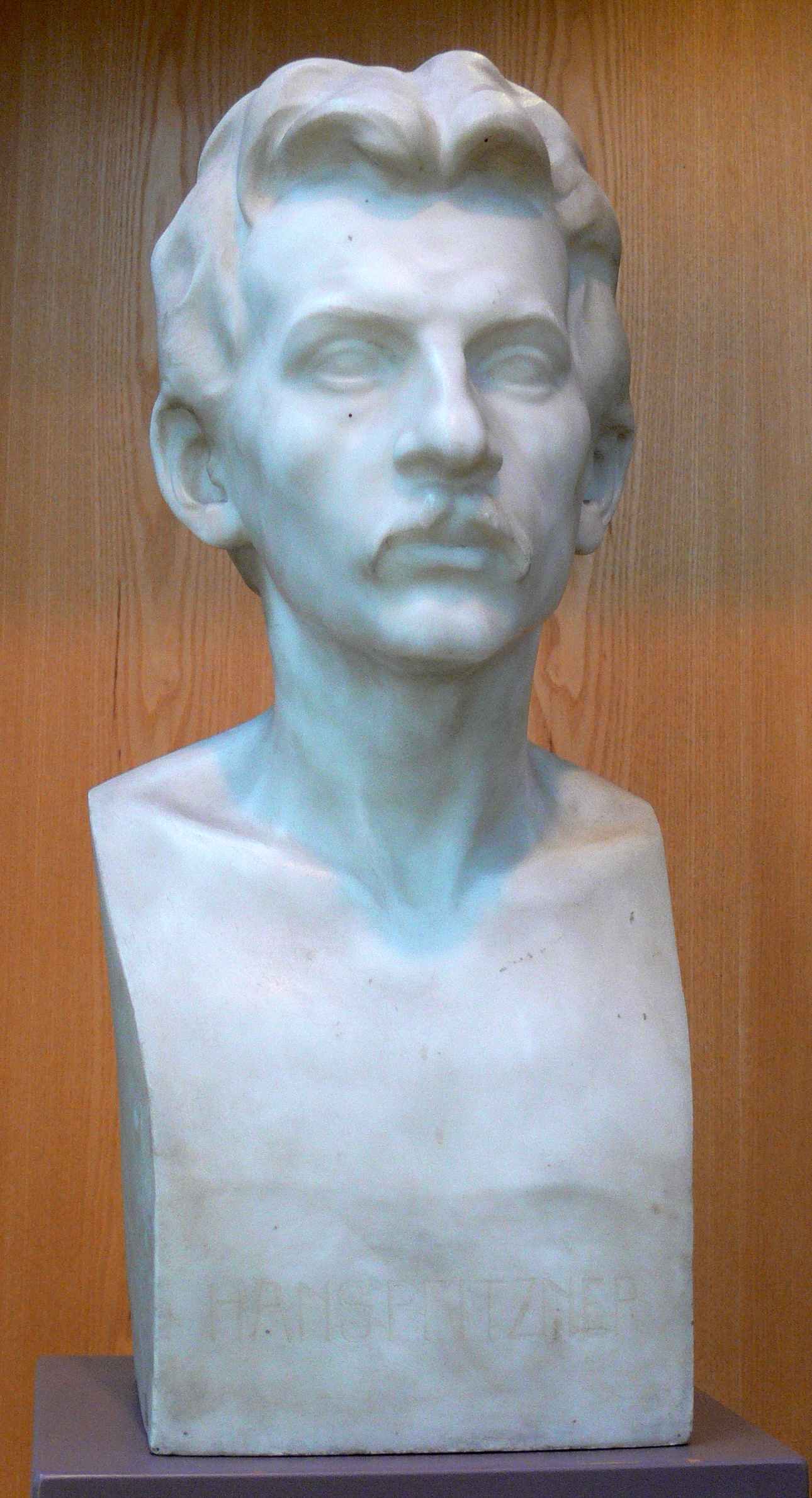
Hugo Lederer: Büste Hans Pfitzner, 1902

Pfitzners Werk wurde von manchen zeitgenössischen Kollegen, wie z. B. Gustav Mahler und Richard Strauss,[Beleg fehlt] hoch geschätzt. So wurde sein zweites Streichquartett von 1902/03 von Mahler ausdrücklich als Meisterwerk gelobt. Thomas Mann würdigte die Oper in einem kurzen, im Oktober 1917 erschienenen Essay Palestrina, den er später erweiterte und in seine Betrachtungen eines Unpolitischen, von denen er sich jedoch später ausdrücklich distanzierte, aufnahm. Er gründete gemeinsam mit anderen Künstlern 1918 den „Hans-Pfitzner-Verein für deutsche Tonkunst“.
Pfitzner galt im Jahrzehnt nach der Uraufführung seiner Oper Palestrina im Jahre 1917 als der führende Vertreter eines betont deutschen und entschieden antimodernistischen Musikbegriffs. Paul Bekker, den Pfitzner in seiner Schrift Die neue Ästhetik der musikalischen Impotenz: Ein Verwesungssymptom? (1920) scharf angegriffen hatte, konstatierte 1922 einen deutlichen Anstieg der künstlerischen Geltung Pfitzners und einen Abstieg der bisherigen Galionsfigur der deutschen Musik, Richard Strauss.

Ab Mitte der 1920er Jahre geriet Pfitzners Werk zunehmend in den Schatten des Werks von Richard Strauss. Strauss beschrieb Pfitzner 1927 gegenüber Hugo von Hofmannsthal wie folgt: 
„Hans Pfitzner […] von den extremen Deutschnationalen als Künstler der ‚deutschen Seele’, letzter Dichter der deutschen Wald- und Wiesenromatik [gepriesen], dabei im Innersten ein schäbiger Neidnickel, der seiner Frau, die er mit Christianen und Konservatoriumsmädchen betrogen hat, am Grabe einen Nachruf in Versen hält.“
Seine Oper Das Herz von 1932 war wenig erfolgreich. Im Musikleben des „Dritten Reiches“ blieb er eine Randfigur, die von den Medien kaum beachtet wurde und deren Werke noch seltener als in der Spätphase der Weimarer Republik aufgeführt wurden. Der Pfitzner-Biograph Walter Abendroth schrieb trotzdem im Jahr 1935 enthusiastisch über dessen Palestrina: „Es läßt sich nicht nur behaupten, sondern auch beweisen, daß Pfitzners ‚Palestrina‘ als Dichtung an Größe der Empfindung, Genialität der Gestaltung, Schönheit der Sprache und Tiefe der Gedanken bei weitem alles überragt, was jemals als ‚Operntext‘ geschrieben worden ist.“
Der mit Pfitzner auch nach 1945 weiter befreundete jüdische Dirigent Bruno Walter führte den Palestrina im amerikanischen Exil in New York erneut auf und schrieb 1947: „Ich persönlich zähle die Aufführung des Palestrina, nach meiner Meinung eines der gewaltigsten musikalischen Bühnenwerke unserer Zeit, zu den großen Ereignissen meines Lebens.“
Hans Heinz Stuckenschmidt sieht Pfitzners Werk im Jahr 1969 als von extremer Ambivalenz geprägt, anfänglich von scharfen Dissonanzen und hartem linearen Kontrapunkt bestimmt und deswegen auch als modernistisch kritisiert, später aber eher konservativer Musikästhetik folgend und gegen jeglichen modernen Konformismus rebellierend. Der Komponist Wolfgang Rihm erklärt die geringe heutige Popularität von Pfitzners Werk im Jahr 1981 folgendermaßen:

„Pfitzner ist zu progressiv, um einfach wie Korngold eingeschlürft werden zu können, und er ist zu konservativ, um etwa wie Schönberg die Musik hörbar folgenreich beeinflußt zu haben. Wir finden nicht auf den ersten Blick das gebrochen Heutige in seinem Werk, aber auch nicht das ungebrochen Gestrige. Wir finden beides – also keines, und dies läßt Einordnungsversuche stocken.“

Vom Dirigenten Werner Andreas Albert liegt seit 1995 eine Gesamteinspielung sämtlicher Orchesterwerke Pfitzners auf CD vor. Heutzutage ist Pfitzner ein selten aufgeführter Komponist. In jüngerer Zeit haben sich vor allem die Dirigenten Christian Thielemann und Ingo Metzmacher um eine Wiederbelebung seiner Musik bemüht. Thielemann führte mehrfach seine Oper Palestrina auf. Über Pfitzner äußerte er einmal: „Lasst die Komponisten sein, wie sie wollen. Wir beschäftigen uns nicht mit ihren Schriften, sondern vor allem mit den Noten, die sie aufgeschrieben haben.“ Ingo Metzmacher führte am 3. Oktober 2007 anlässlich des Tages der Deutschen Einheit die Orchesterkantate Von deutscher Seele auf. Im Vorfeld wurde er dafür von Dieter Graumann, dem damaligen Vizepräsidenten des Zentralrats der Juden in Deutschland, scharf kritisiert. In München, wo die Oper Palestrina 1917 uraufgeführt worden war, gab es zuletzt 2009 eine Neuinszenierung unter der musikalischen Leitung von Simone Young, 30 Jahre nach der vorletzten Inszenierung in München. Metzmacher dirigierte das Werk 2011 im Opernhaus Zürich, Thielemann im Dezember 2024 in der Staatsoper in Wien.
Die 1950 gegründete Hans Pfitzner-Gesellschaft e. V., die sich als Nachfolgerin des 1918 gegründeten Hans-Pfitzner-Vereins verstand, widmete sich der Pflege des Werkes von Hans Pfitzner. Unter anderem veröffentlichte sie umfangreiche Mitteilungen der Hans Pfitzner-Gesellschaft, die nach einer Anfangszeit jährlich erschienen, zunächst bis Heft 74 (2014) im Verlag von Hans Schneider in Tutzing und ab Heft 75 (2015) im Are Verlag. Zuletzt erschien Heft 79 (2019). Die Gesellschaft scheint seit 2020 nicht mehr aktiv zu sein. Ab Anfang 2020 wurden die Angaben auf der Website der Gesellschaft nicht mehr aktualisiert. Die Website war bis 2023 abrufbar, dann wurde sie abgeschaltet.

## Schriftstellerische und politische Tätigkeiten
Pfitzner verschloss sich in seinen theoretischen Schriften zeitgenössischen Einflüssen und vertrat eine anti-modernistische und antisemitische Haltung.

### Bis 1933

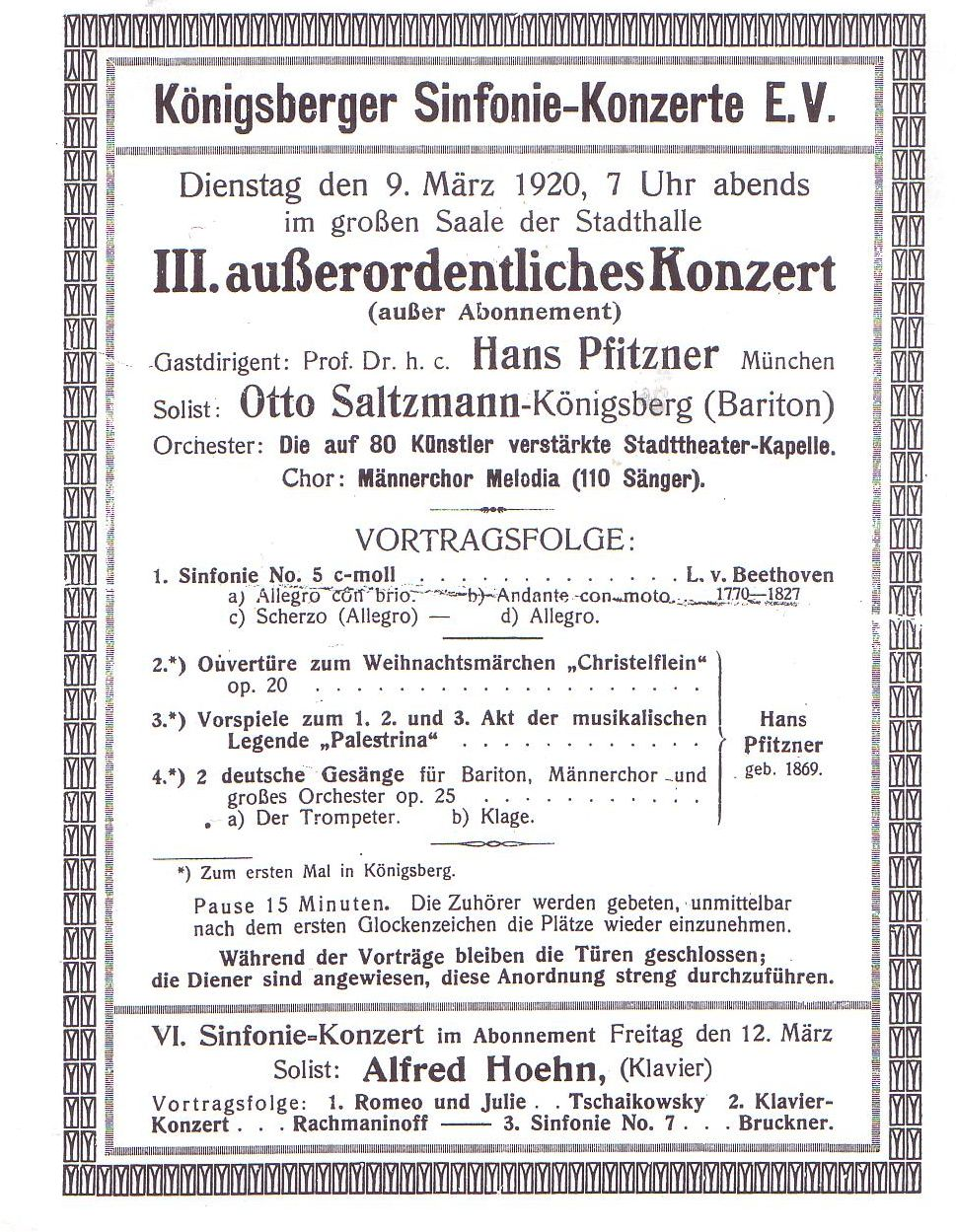
Konzert mit Werken von Beethoven und Pfitzner in Königsberg (1920), Dirigent: Hans Pfitzner

Bereits 1898 schrieb Pfitzner aus Berlin an seinen Freund Paul Nikolaus Cossmann, einen zum Katholizismus konvertierten Juden und Herausgeber der Süddeutschen Monatshefte: „Vielleicht ist das die richtige Stelle, an der ich erwähnen kann, dass ich mich hier in Berlin ganz besonders als Antisemit ausgebildet habe; man hat hier die Gefahr und die Macht so nahe vor Augen.“
1917 erschien Pfitzners Polemik Futuristengefahr in den Süddeutschen Monatsheften. Sie war eine Antwort auf die von Pfitzner als herabsetzend empfundenen Bemerkungen des später in Berlin lebenden Komponisten und Musikschriftstellers Ferruccio Busoni etwa über Ludwig van Beethoven. Obwohl Arnold Schönberg in Futuristengefahr nicht namentlich genannt wird, ist er – nach Ansicht Josef-Horst Lederers – neben Busoni Pfitzners Hauptgegner. Birgit Jürgens setzt Futuristengefahr an den Anfang von Pfitzners „bis zu seinem Lebensende nationalistische[n] und antisemitische[n] Überzeugungen“. Futuristengefahr erschien 1917 auch separat, 1921 in einer zweiten Auflage und wurde von ihm 1926 in seine Gesammelten Schriften aufgenommen.
Thomas Mann, der 1918 zum Eintritt in den neu gegründeten Hans-Pfitzner-Verein für deutsche Tonkunst aufgerufen hatte, bemerkte zum politischen Standpunkt Pfitzners 1919: „Der nationale Künstler hatte sich zum anti-demokratischen Nationalisten politisiert.“
Pfitzners musiktheoretische Schriften konstruierten in den 1920er Jahren einen Gegensatz zwischen deutscher Musik und ihren „jüdischen Zersetzern“. Pfitzner parallelisierte die politische und musikalische Entwicklung, wobei sich das „deutsche Volk“ in der Revolution nach 1918 von „russisch-jüdischen Verbrechern“ (Pfitzner) anführen ließ. Mit einer Art „musikalischer Dolchstoßlegende“ – so die Musikwissenschaftlerin Annkatrin Dahm – prophezeite er das „Ende der deutschen Kunst“:

„In der Schmach und dem Frevel der Revolution erlebten wir mit Trauer, daß deutsche Arbeiter, deutsches Volk sich von russisch-jüdischen Verbrechern anführen ließen, und ihnen eine Begeisterung zollten, wie sie sie noch keinem ihrer deutschen Helden und Wohltätern [sic] gönnten. In der Kunst erleben wir, daß ein deutscher Mann aus dem Volke, von so scharfem Verstande und reichem Wissen, wie Herr Bekker […] die international-jüdische Bewegung in der Kunst leitet. Ich sage: international-jüdisch, meine also nicht die Juden, als Individuen. Es ist ein Unterschied zwischen Jude und Judentum. Der Grenzstrich der Scheidung in Deutschland geht nicht zwischen Jude und Nichtjude, sondern zwischen deutsch-national empfindend und international empfindend.“

Pfitzner versuchte der Neuen Musik jegliche Legitimität in der Musiktradition abzusprechen und begründete dies öffentlichkeitswirksam antisemitisch. Seine antisemitische Polemik blieb nicht abstrakt, sondern richtete sich auch konkret gegen Personen. Paul Bekker, der 1919 den Begriff „neue Musik“ prägte und als einflussreicher Musikkritiker der Berliner Neuesten Nachrichten, der Berliner Allgemeinen Zeitung und der Frankfurter Zeitung tätig war, war 1920 ein namentlich genannter Hauptgegner.
1926 schrieb Pfitzner in einem Interview für die Süddeutschen Monatshefte, deren Mitherausgeber er war und zu deren nationalistischer Agitation der Kampf gegen den Versailler Friedensvertrag, die Propagierung der „Kriegsschuldlüge“ sowie besonders im April/Mai 1924 die „Dolchstoßlegende“ gehörte:
„… das, was jetzt noch in unserem Volke in guten Sinne deutsch genannt werden kann, wird – wie schon früher in der Geschichte – den alten Heroismus treu bewahren und auch ohne Hoffnung weiterkämpfen und sich treu bleiben.“
Von 1926 bis 1929 erschienen drei Bände Gesammelte Schriften von Pfitzner, die nach Joseph Wulf eine Fülle von Stichworten enthalten, die späteren NS-Kulturmanagern vertraut waren: „Schicksal der nationalen Kunst“, „Erhaltung unserer Wesensart“, „internationale Seelenlosigkeit“, „anationaler Amerikanismus“, „Jazz-Flut“, „volksfremd“ oder „wesensfremd“. Pfitzner schrieb: „Das Antideutsche, in welcher Form es auch auftritt, als Atonalität, Internationalität, Amerikanismus, deutscher Pazifismus, berennt unsre Existenz, unsre Kultur von allen Seiten und mit ihr die europäische.“

### NS-Zeit
Im Januar 1933 erschien das letzte Themenheft der Süddeutschen Monatshefte unter Cossmann, im März wurden Redaktionsmitglieder verhaftet. Cossmann wurde am 5. April im Sanatorium Neuwittelsbach inhaftiert und im Sommer nach Stadelheim überstellt. Am 19. April 1934 wurde er freigelassen. Pfitzner setzte sich beim Reichspräsidenten Hindenburg für den langjährigen Freund ein.

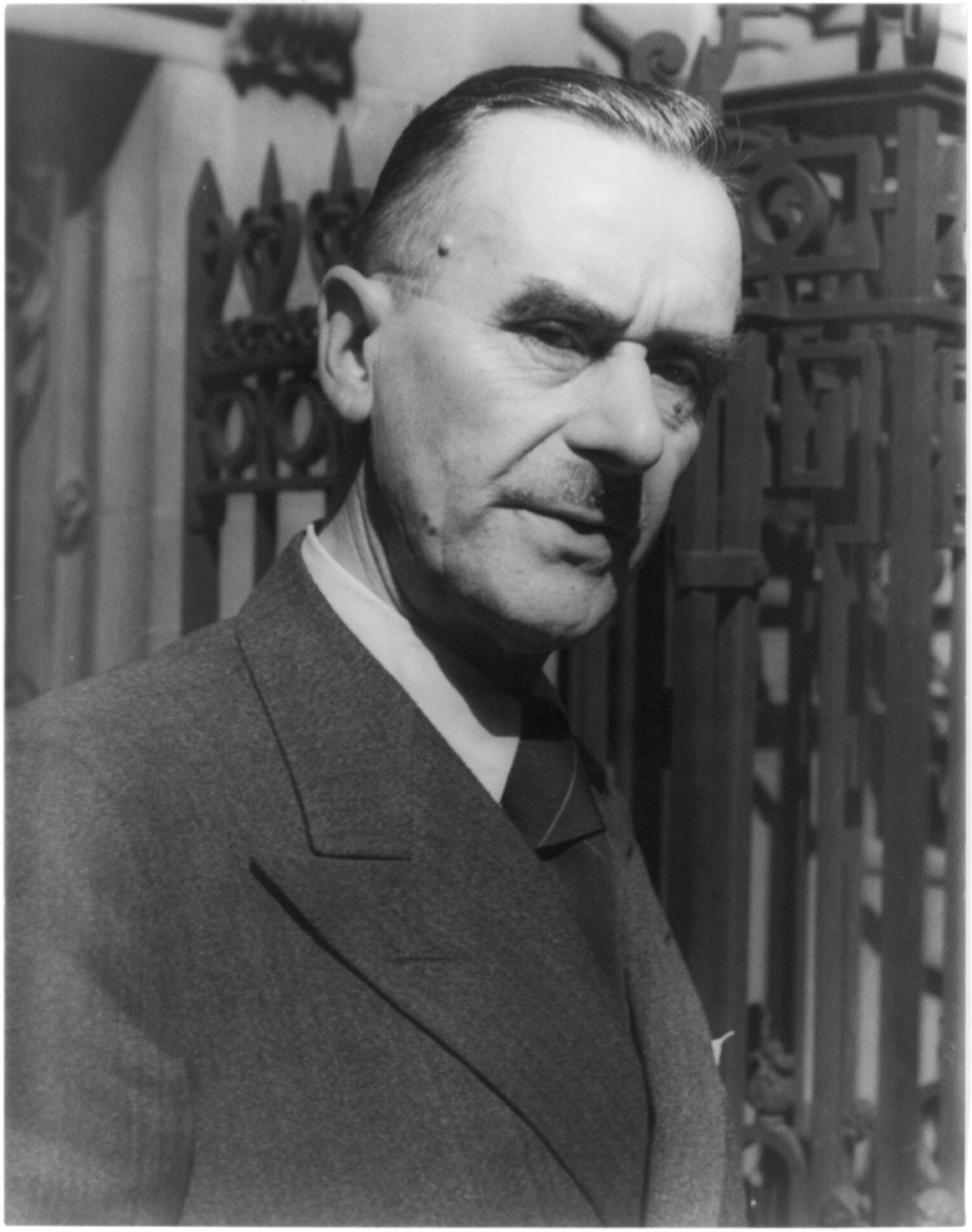
Thomas Mann (1937). Gegen ihn richtete sich 1933 ein Protest, an dem sich Pfitzner beteiligte.

Im April 1933 war Pfitzner Mitunterzeichner des „Protests der Richard-Wagner-Stadt München“ gegen Thomas Mann, nachdem dieser am 13. Februar 1933 den Festvortrag Leiden und Größe Richard Wagners vor der Richard Wagner-Vereinigung Amsterdam gehalten hatte. Der gleiche Vortrag war in München unbeachtet geblieben. Der Aufruf gegen die „Verunglimpfung“ Wagners, erschienen am 16./17. April 1933 in den Münchner Neuesten Nachrichten, unterzeichnet von Personen, die Mann bis zu diesem Moment für Freunde gehalten hatte und die teilweise mit ihm privat verkehrten, war ein Grund, dass Mann nach der Vortragsreise im Exil blieb. Mann brach den freundschaftlichen Kontakt zu Pfitzner ab und schrieb 1947 von Pfitzner als „Ein namhafter alter Tonsetzer in München, treudeutsch und bitterböse.“
Im Mai 1933 hatte eine Aktion von Alfred Rosenbergs Kampfbund für deutsche Kultur Erfolg. Alfred Heuss hatte in der April-Nummer der von ihm herausgegebenen Zeitschrift für Musik, eines „Kampfblatts für deutsche, gegen neue und internationale Musik“, einen Boykott Pfitzners an der Staatsoper Berlin bemängelt. In der Mai-Ausgabe meldete er in einem Artikel Erfüllte Anregungen und Wünsche Erfolg: Der Kampfbund habe für die Entlassung des Generalmusikdirektors Otto Klemperer gesorgt und einen Gastauftritt Pfitzners in Berlin organisiert.
Ende Juli 1933 schickte Pfitzner an Hans Hinkel, Staatskommissar und zu diesem Zeitpunkt Reichsorganisationsleiter des Kampfbundes für deutsche Kultur und Dritter Geschäftsführer der Reichskulturkammer, drei Bände seiner 1926–1929 erschienenen Schriften und unterbreitete ihm Vorschläge, wie diese am einfachsten zu lesen seien. Besonders wies er auf die darin enthaltene Schrift Futuristengefahr hin.
Pfitzner sagte im Juli 1933 aus politischen Gründen ein Dirigat bei den Salzburger Festspielen ab, da er „keiner undeutschen Kunstangelegenheit“ dienen möchte. Nach dem Tod Hindenburgs gehörte Pfitzner 1934 zu den Unterzeichnern des Aufrufs der Kulturschaffenden zur „Volksabstimmung“ über die Vereinigung des Reichspräsidenten- und Reichskanzleramts, der am 18. August 1934 im Völkischen Beobachter erschien. Er beteiligte sich auch an Wahlkampfaufrufen für Hitlers Politik zur Reichstagswahl 1936 sowie zur Volksabstimmung über die Annexion Österreichs am 10. April 1938.
Pfitzner war insgesamt eine wichtige Person in der Kulturpolitik der Nationalsozialisten. Er nahm an vielen repräsentativen Veranstaltungen teil. Joseph Goebbels ernannte ihn am 15. November 1935 zum Mitglied des Reichskultursenats. Der Reichskultursenat war ein Prestigegremium, das die Kulturpolitik des Reichsministers für Volksaufklärung und Propaganda Joseph Goebbels gegenüber der innerparteilichen Konkurrenz durch Alfred Rosenberg aufwerten sollte. Für viele Nationalsozialisten war Pfitzner als Komponist ein Vorbild. So stufte ihn der Musikwissenschaftler und Komponist Friedrich Welter in seinem im nationalsozialistischen Geist geschriebenen Führer durch die Opern als „völkisch im edelsten Sinne“ ein. Am 20. Februar 1940 traf die Gauhauptstelle für politische Beurteilung der NSDAP (München) eine Beurteilung Pfitzners: „Dem Nationalsozialismus steht Pfitzner bejahend gegenüber“. Eine Mitgliedschaft in Parteiorganisationen sei nicht bekannt, aber auch nicht ausgeschlossen.
Nach einer Aufführung von Pfitzners Oper Das Herz in Ulm 1938 wurde es zeitweilig etwas still um Pfitzner. Als dieser sich darüber bei NS-Kulturfunktionären beschwerte, wurde er nach Beginn des Zweiten Weltkrieges von führenden NS-Funktionären als „deutschester der zeitgenössischen deutschen Komponisten“ eingeladen, seine Werke in den besetzten Gebieten wie den Niederlanden, dem Elsass und in Paris aufzuführen. In den besetzten Niederlanden dirigierte Pfitzner 1941 eigene Werke, und im besetzten Paris 1942 wohnte er einer Aufführung des Palestrina bei. Zeitweise äußerte sich Hitler reserviert gegenüber dem Komponisten. So findet sich im Bundesarchiv Berlin (Akten der Reichskulturkammer) folgende Notiz:

„Der Führer ist mit einer im bescheidenen Rahmen durchgeführten Ehrung Hans Pfitzners zu seinem 75. Geburtstag einverstanden. Es soll jedoch kein zu grosses Aufsehen um Pfitzner gemacht werden. ‚Soweit man bei Pfitzner von guten Stücken sprechen kann, sollen die besten aufgeführt werden.‘ In diesem Zusammenhang ist wieder die Frage aufgetaucht, ob Pfitzner Halb- oder Vierteljude ist. Ich bitte hierüber um Ihre Stellungnahme.“

Im Mai 1944 erhielt er von Hitler eine Dotation über 50.000 Mark. Im August 1944 wurde Pfitzner nicht nur in der Gottbegnadeten-Liste genannt, sondern auch in der von Hitler erstellten Sonderliste mit den drei wichtigsten Musikern unter den „Gottbegnadeten“, die ihn von sämtlichen Kriegsverpflichtungen befreite.

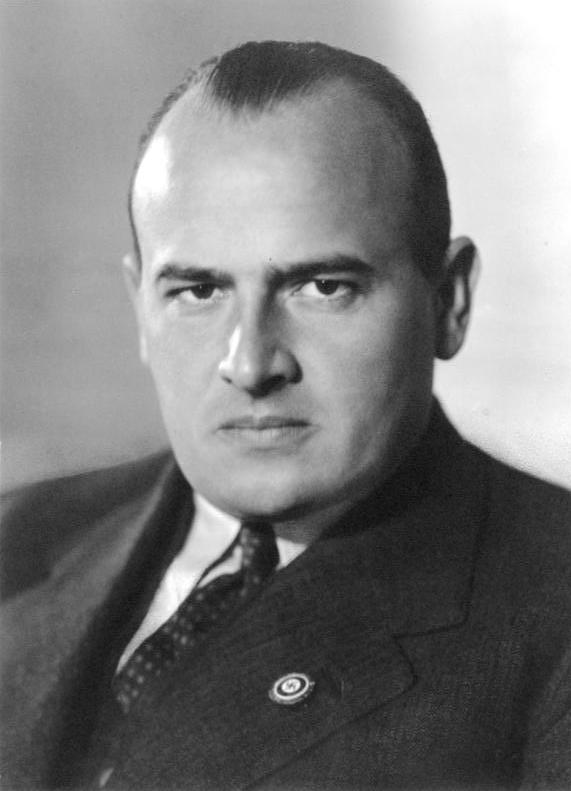
Hans Frank (1939). Für ihn komponierte Pfitzner die Krakauer Begrüßung

1944 komponierte Pfitzner die Krakauer Begrüßung op. 54 als Hommage an seinen Freund und Mäzen, den später wegen Kriegsverbrechen verurteilten Generalgouverneur des Generalgouvernements Hans Frank. Das Orchesterstück wurde Anfang Dezember 1944 in Krakau im besetzten Polen unter der Leitung von Hans Swarowsky uraufgeführt (bei der Wiederholung dirigierte Pfitzner selbst). Es war nicht Pfitzners einzige einem Politiker gewidmete Komposition: Bereits 1916 hatte er Großadmiral Alfred von Tirpitz Zwei deutsche Gesänge (op. 25; 1915/16) gewidmet.

### 1945–1949
Im Juni 1945 rechtfertigte Pfitzner in seiner Glosse zum II. Weltkrieg Hitlers Antisemitismus, indem er schrieb:

„Das Weltjudentum ist ein Problem & zwar ein Rassenproblem, aber nicht nur ein solches, & es wird noch einmal aufgegriffen werden, wobei man sich Hitlers erinnern wird & ihn anders sehen, als jetzt, wo man dem gescheiterten Belsazar den bekannten Eselstritt versetzt. Es war sein angeborenes Proletentum, welches ihn gegenüber dem schwierigsten aller Menschenprobleme den Standpunkt des Kammerjägers einnehmen liess, der zum Vertilgen einer bestimmten Insektensorte angefordert wird. Also nicht das ‚Warum‘ ist ihm vorzuwerfen, nicht, ‚dass er es getan‘, sondern nur das ‚wie‘ er die Aufgabe angefasst hat, die berserkerhafte Plumpheit, die ihn dann auch, im Verlauf der Ereignisse, zu den Grausamkeiten, die ihm vorgeworfen werden, führen musste.“

Jens Malte Fischer kommentierte 2002 diese Aussage Pfitzners so:

„Ein verbitterter alter Krakeeler wird sozusagen erst nach Kriegsende zum wirklichen Nationalsozialisten (der Partei hat er nie angehört) und ideologischen Spießgesellen des Massenmordes. Auf jeden Fall wird man diese Geisteshaltung, wie sie auch in den wenigen Briefen zum Ausdruck kommt, die Pfitzner nach 1945 noch mit Bruno Walter gewechselt hat, nicht unbedingt als konsequente und nahtlose Weiterentwicklung seiner früheren Positionen bezeichnen können.“

Im selben Text von Mitte 1945 schrieb Pfitzner:

„Daß eine Menschenrasse von der Erdoberfläche ausgerottet werden kann, das hat die Weltgeschichte schon gesehen, in der Ausrottung der ursprünglich prachtvollen indianischen Rasse […]. Im Sinne der Völkermoral und der Kriegsbräuche konnte sich Hitler also eigentlich schon durch dies einzige Beispiel ‚gedeckt‘ fühlen; das ‚wie‘ dieser Gewalthandlungen und Unterdrückungsmethoden ist freilich an und für sich verdammungswürdig, soweit es auf Wahrheit beruht und nicht geflissentlich stark übertrieben ist. In den KZ-Lagern mögen schreckliche Dinge geschehen sein, wie sie in solchen Umwälzungsperioden immer vorkommen, als vereinzelte Fälle und von Seiten subalterner Rohlinge, wie es sie immer und überall gibt, am wenigsten aber unter deutschen Menschen. Wenn wir Deutschen aber einmal eine Gegenrechnung der Grausamkeiten aufstellen wollten, die an uns verübt wurden […], da würde sich das Verhältnis von Schuld und Anklage von Verbrechen und Richteramt gewaltig ändern und umkehren.“

Jens Jessen kommentierte dieses Zitat so: „Die Freunde des Komponisten seien allerdings gewarnt: Argumente für eine Reinwaschung des Komponisten werden sich daraus auch durch eine philologische Feinlektüre nicht gewinnen lassen.“
1946 versuchte Pfitzner, seine Haltung im „Dritten Reich“ als Ausdruck seines idealistischen Strebens darzustellen. Dem wegen seiner Verbrechen in den Nürnberger Prozessen zum Tode verurteilten Hans Frank schickte Pfitzner im Oktober 1946 ein Telegramm, in dem er seine dankbare Verbundenheit mit ihm zum Ausdruck brachte.
Im Entnazifizierungsverfahren wurde Pfitzner im Spruchkammerverfahren als Hauptschuldiger eingestuft, aber als „vom Gesetz nicht betroffen“ freigesprochen.

### Einordnung im 21. Jahrhundert
Die bei Metzler 2001 erschienene Dissertationsschrift von Sabine Busch Hans Pfitzner und der Nationalsozialismus macht mit umfassender Quellenrecherche das ideologische Tauziehen um die Verstrickungen des Komponisten im „Dritten Reich“ transparent. In der Frankfurter Allgemeinen Zeitung schrieb dazu Rezensentin Ellen Kohlhaas, diese erste Dokumentation zu Pfitzners Wirken im Nationalsozialismus sei längst überfällig. Busch führe hier „nicht dezidiert und ausschließlich pronazistische Dokumente“ vor, hüte sich aber, „Pfitzners Rempeleien mit den Nazi-Bonzen“ zu Heldentaten eines Regimegegners umzudeuten. Doch Buschs Auswertung aller bisher zugänglichen Dokumente, „darunter etlicher neu aufgefundener oder erstmals unzensiert im vollen Wortlaut veröffentlichter Materialien“, untermauern für die Rezensentin das bekannte Pfitzner-Bild vom „antisemitischen Chauvinisten“. Die Studie enthalte makabre Beispiele für Pfitzners starrsinnige Unbelehrbarkeit auch nach 1945 ebenso wie Versuche Pfitzners, seine Kontakte mit NS-Größen wie Hans Frank zu vertuschen. Sie belege aber auch, dass die Nationalsozialisten selber Pfitzner gelegentlich lästig fanden und dass er mit seiner „elitären, oft altmeisterlich grämlichen Musik“ für das Regime „wenig propagandatauglich“ war.

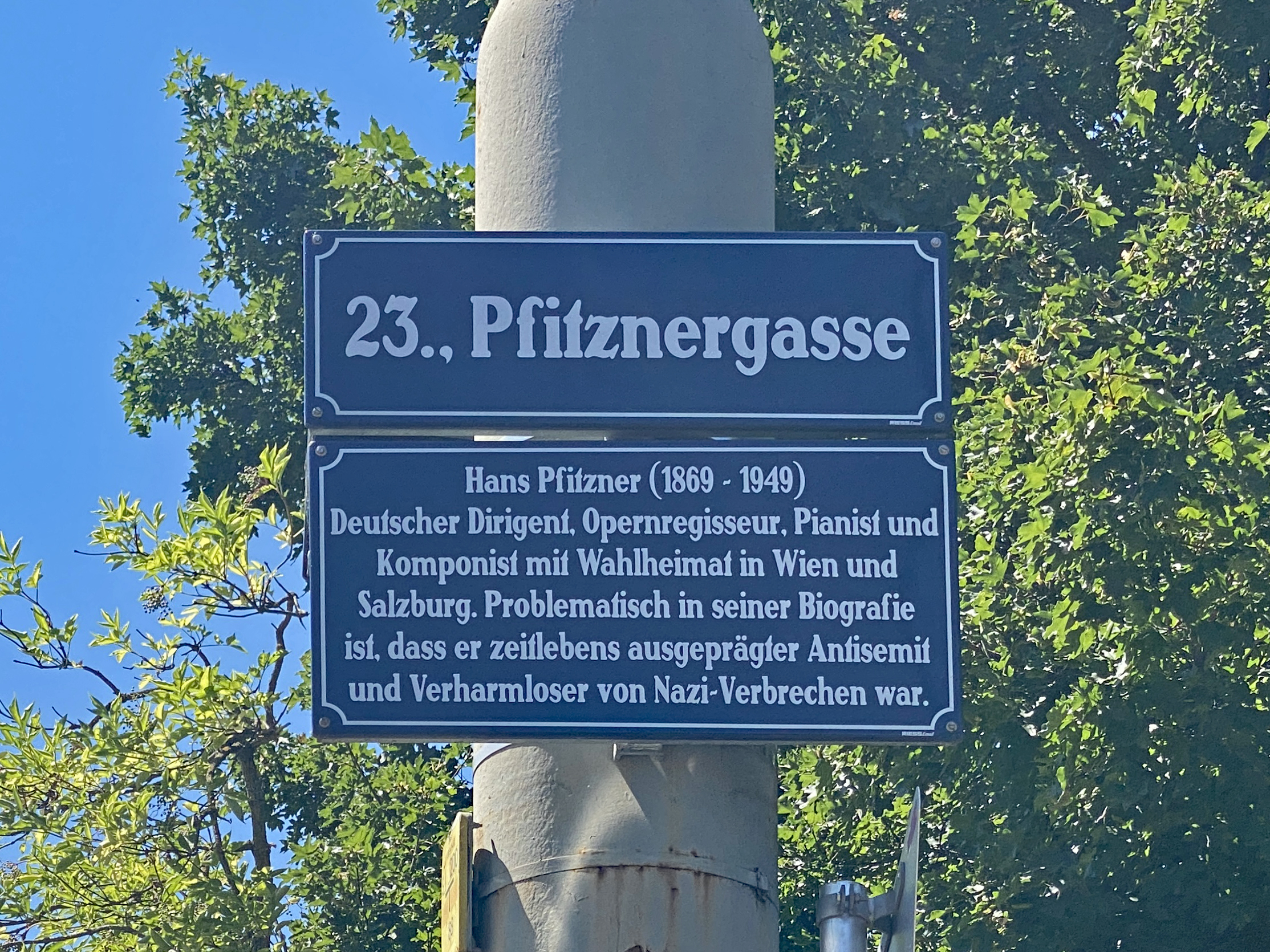
Straßenschild der Pfitznergasse in Wien mit 2016 angebrachter Zusatztafel

Wegen der NS-Nähe Pfitzners wurden einige nach Pfitzner benannte Straßen mittlerweile umbenannt. In einigen Städten wird die Umbenennung derzeit angestrebt, oder sie wurde beschlossen, aber noch nicht umgesetzt.
- In Hamburg wurde 2009 beschlossen, die Pfitznerstraße in Friedensallee umzubenennen, als Verlängerung der bisherigen Friedensallee. Die Befragung der Anwohner, die darüber entscheiden sollten, hatte eine große Mehrheit für diese Lösung erbracht.[85] Der Beschluss trat am 27. Januar 2011 in Kraft.[86]
- Weitere Umbenennungen erfolgten im März 2012 in Hamm[87] und im Mai 2012 in Münster.[88]
- Die Stadt Wien entschied sich für die Lösung, problematische Straßennamen beizubehalten, aber in besonders kritischen Fällen eine einordnende Zusatztafel an den Straßenschildern anzubringen. Eine Kommission hatte 170 personenbezogene Straßennamen als problematisch eingestuft; in 28 besonders problematischen Fällen mit „intensivem Diskussionsbedarf“ wurden Zusatztafeln verwendet. Die Zusatztafel zur Pfitznergasse wurde im Dezember 2016 montiert.[89] Der Text lautet: „Hans Pfitzner (1869–1949) / Deutscher Dirigent, Opernregisseur, Pianist und Komponist mit Wahlheimat in Wien und Salzburg. Problematisch in seiner Biografie ist, dass er zeitlebens ausgeprägter Antisemit und Verharmloser von Nazi-Verbrechen war.“[90]
- In Hannover empfahl der Beirat in seinem Abschlussbericht, der im November 2018 vorgelegt wurde, von rund 500 geprüften Straßen 17 umzubenennen, darunter auch die Pfitznerstraße.[91]
- In Lübeck beschloss die Bürgerschaft im Januar 2019 die Umbenennung des Hindenburgplatzes, der Pfitznerstraße und des Lenardwegs. Erläuternde Tafeln sollen künftig auf den Hintergrund der Umbenennungen hinweisen.[92] Ein mit Vertretern verschiedener Parteien besetzter Arbeitskreis hatte zuvor insgesamt 14 Straßennamen, deren Namensgeber Bezüge zum Nationalsozialismus, Kolonialismus oder Militarismus aufweisen, als „belastet“ eingestuft.[93] Als Hauptgrund für die Umbenennung der Pfitznerstraße wird angegeben, dass Pfitzner sich auch nach 1945 noch antisemitisch geäußert hat. Darüber hinaus sei der Bezug Pfitzners zu Lübeck negativ, da Pfitzner sich an einer Unterschriftenaktion gegen Thomas Mann beteiligt habe,[93] der zusammen mit Willy Brandt zu den berühmtesten Söhnen der Stadt zählt. Am 6. September 2020 wurde die Straße offiziell in Clara-Schumann-Straße umbenannt.[94]
- In Wiesbaden engagierte sich eine 2018 gegründete Bürgerinitiative für die Umbenennung der Pfitznerstraße. Der für den betreffenden Ortsbezirk zuständige Ortsbeirat plädierte im Januar 2020 mit knapper Mehrheit von CDU und FDP dafür, den Straßennamen beizubehalten und informierende Zusatztafeln an den Straßenschildern anzubringen. Die Stadtverordnetenversammlung stimmte jedoch im Februar 2020 für die Umbenennung, bei Gegenstimmen von AfD und CDU.[95] Im April 2021 wurden die neuen Schilder mit dem Namen Johannes-Brahms-Straße montiert.[96]
- Der Kulturausschuss der Landeshauptstadt Düsseldorf beauftragte das Stadtarchiv und die Mahn- und Gedenkstätte im März 2018 mit der Überprüfung Düsseldorfer Straßen- und Platzbenennungen. Im Januar 2020 wurde der Kulturausschuss über die Ergebnisse informiert. Unter die zur Umbenennung vorgeschlagenen Straßen fällt auch die seit 1950 benannte Pfitznerstraße im Stadtteil Benrath. Der Straßenname wird in die Kategorie A („schwer belastet / nicht haltbar“) eingeordnet. Die Begründung dafür lautet zusammenfassend: „aggressiver Antisemitismus / herausragende Stellung im Dritten Reich“.[97] 2024 erfolgte eine Umbenennung in Clara-Schumann-Straße.[98]
- Die Stadt Frankfurt machte im Dezember 2020 bekannt, sie werde die Ehrung des „erwiesenen Antisemiten und Holocaustleugners“ rückgängig machen und die Hans-Pfitzner-Straße umbenennen.[99][100][101] Im Januar 2021 wurde die Maßnahme im Straßenraum vollzogen. Der neue Name Lilo-Günzler-Straße erinnert an ein Opfer der Judenverfolgung.[102]
- In Herzogenaurach beschloss der Bauausschuss im Juni 2021 einstimmig die Umbenennung der Pfitznerstraße in Schönthalstraße.[103] Die Umbenennung wurde zum 3. August 2021 wirksam.[104]
- In München steht die Pfitznerstraße auf der Shortlist der Straßennamen mit erhöhtem Diskussionsbedarf.[105]
- Die Gemeinderat der Stadt Schriesheim folgte dem Wiener Modell und entschied 2022, die Hans-Pfitzner-Straße nicht umzubenennen, sondern eine erklärende Tafel aufzuhängen.[106]
- In Linz beschloss der Stadtsenat am 22. Dezember 2022 basierend auf dem Linzer Straßennamenbericht[107] die Umbenennung von vier Linzer Straßen, darunter die 1957 benannte Pfitznerstraße im Stadtteil Waldegg. In der Begründung wird Pfitzner als „überzeugter Antisemit und NS-Propagandist“ bezeichnet.[108] Mit Stadtsenatsbeschluss vom 2. März 2023 wurde die Pfitznerstraße in Nauheimerstraße umbenannt (nach Stefanie Nauheimer).[109]
- In Mainz wurde die Pfitznerstraße im April 2023 auf Betreiben des Ortsbeirates in Martin-Büsser-Straße umbenannt[110]

## Ehrungen

### Auszeichnungen zu Lebzeiten

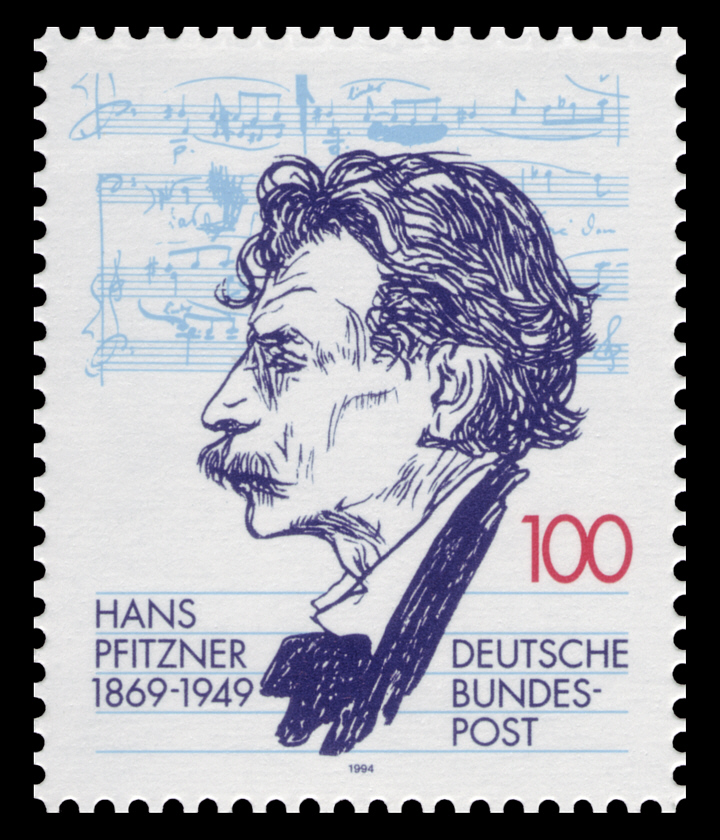
125. Geburtstag Hans Pfitzner: Deutsche Briefmarke von 1994 nach einer Porträtzeichnung von Emil Orlik

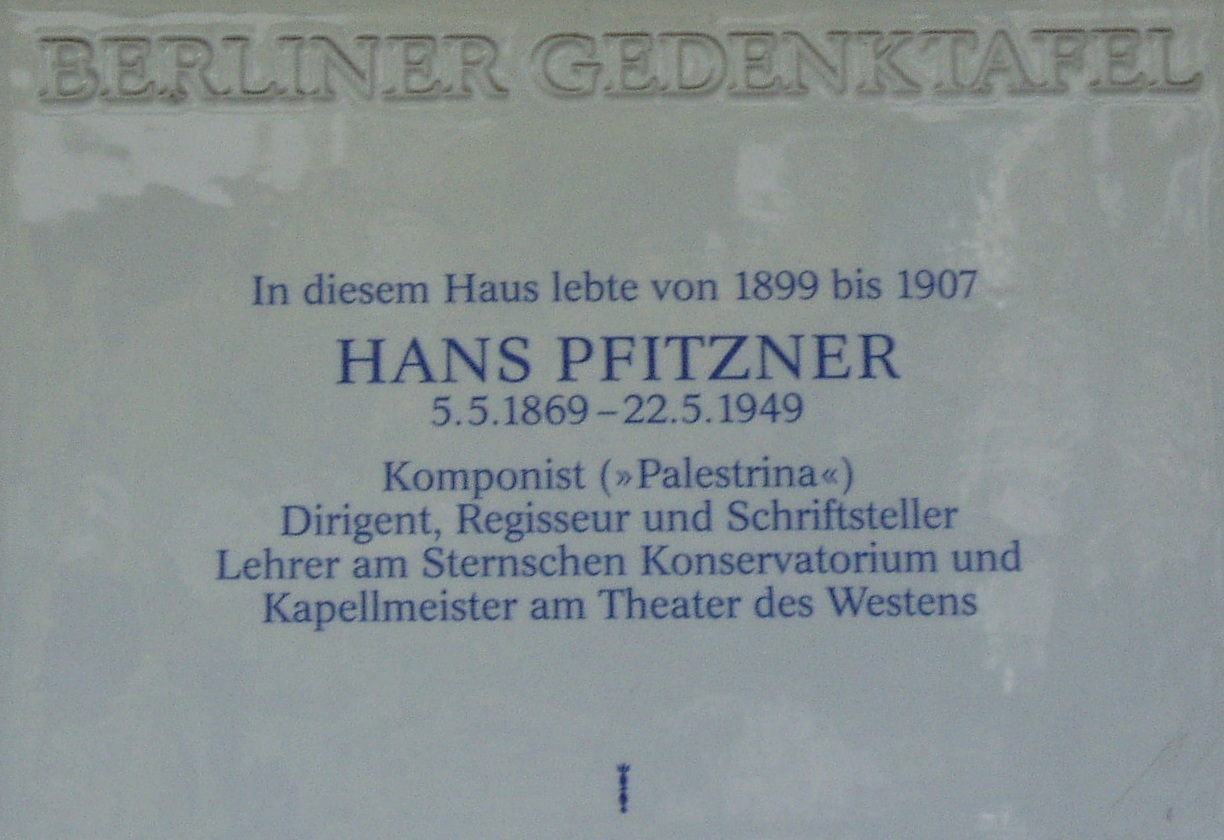
Berliner Gedenktafel in Berlin-Wilmersdorf, Durlacher Straße 25

- 1917: Ehrenmitglied der Königlich Schwedischen Musikakademie
- 1925: Pour le Mérite für Wissenschaften und Künste
- 1926: Bayerischer Maximiliansorden für Wissenschaft und Kunst
- 1930: Goldene Ehrenmünze der Landeshauptstadt München
- 1931: Beethoven-Preis der Preußischen Akademie der Künste
- 1934: Goethepreis der Stadt Frankfurt
- 1935: Brahms-Medaille der Freien und Hansestadt Hamburg
- 1939: Ehrenbürgerwürde der Stadt Frohburg in Sachsen
- 1940: Goetheplakette der Stadt Frankfurt am Main
- 1942: Wartheländischer Musikpreis
- 1943: Beethoven-Preis der Stadt Wien
- 1944: Aufnahme in die nationalsozialistische Gottbegnadeten-Liste und in die „Sonderliste“ als einer der drei wichtigsten Musiker
- 1944: Ehrenring der Stadt Wien[111]
- Ehrenmitglied der Wiener Philharmoniker[111]
- Ehrenbürger der Ludwig-Maximilians-Universität München

### Postume Ehrungen
- 1994: Sondermarke der Deutschen Bundespost zum 125. Geburtstag Pfitzners
- 2000: Gedenktafel am Haus Durlacher Straße 25 in Berlin-Wilmersdorf, in dem Pfitzner von 1899 bis 1907 wohnte, gestiftet von der Hans Pfitzner-Gesellschaft

In zahlreichen Orten wurden Straßen oder Wege nach Hans Pfitzner benannt, zum Beispiel die Pfitznergasse in Graz (1954) und Wien-Liesing (1957), die Hans-Pfitzner-Straße in Salzburg (1958) sowie insgesamt etwa 30 Straßen in Deutschland. Wegen der Nähe Pfitzners zu den Nationalsozialisten wurden seit 2010 einige dieser Straßen umbenannt (siehe oben).

## Schriften
- Vom musikalischen Drama. München/Leipzig 1915.
- Futuristengefahr. München/Leipzig 1917.
- Die neue Ästhetik der musikalischen Impotenz. München 1920.
- Werk und Wiedergabe. Augsburg 1929.
- Über musikalische Inspiration. Berlin 1940.
- Gesammelte Schriften, Band I. Augsburg 1926 (darin: Futuristengefahr, S. 185–223).
- Gesammelte Schriften, Band II. Augsburg 1926.
- Gesammelte Schriften, Band III: Werk und Wiedergabe. Augsburg 1929.
- Gesammelte Schriften, Band IV, hrsg. von Bernhard Adamy. Schneider, Tutzing 1987, ISBN 3-7952-0484-4.
- Briefe (2 Bände), hrsg. von Bernhard Adamy. Schneider, Tutzing 1991, ISBN 3-7952-0661-8 und ISBN 3-7952-0662-6.

## Schüler (Auswahl)
- Sem Dresden (1881–1957)
- Hans Mahner-Mons (1883–1956; Pseudonym: Hans Possendorf)
- Albert Bing (1884–1935; Lehrer Kurt Weills)
- Ture Rangström (1884–1947)
- Otto Klemperer (1885–1973)
- Hans Wiltberger (1887–1970)
- Heinrich Burkard (1888–1950)
- Ilse Fromm-Michaels (1888–1986)
- Heinrich Jacoby (1889–1964)
- Heinrich Boell (1890–1947)
- Louis Gava (1891–1965)
- Eduard von Hebra (1891–1958)[113]
- Czesław Marek (1891–1985)
- Charles Münch (1891–1968)
- Hellmuth Coerper (1892–1915)
- Felix Wolfes (1892–1971)
- Karl Dammer (1894–1977)
- Paul Winter (1894–1970)
- Carl Orff (1895–1982)
- Otto Straub (1895–1931)
- Friedrich Mehler (1896–1981)
- Hermann Ambrosius (1897–1983)
- Hansmaria Dombrowski (1897–1977)
- Maria Dombrowsky (1897–1986)
- Margrit Hügel (1897–1986)
- Carl Gerhardt (1900–1945)
- Karl Maria Zwißler (1900–1984)
- Lotte Backes (1901–1990)
- Robert Rehan (1901–1988)
- Lothar Witzke (1903–1998)
- Eugen Bodart (1905–1981)
- Gerhard Frommel (1906–1984)
- Lilo Martin (1908–1986)
- Heinrich Sutermeister (1910–1995)